# Спригбаро (Пенсилванија)
Спригбаро (енгл. Springboro) град је у америчкој савезној држави Пенсилванија.

## Демографија
По попису из 2010. године број становника је 477, што је 14 (-2,9%) становника мање него 2000. године.
| Група             | 2000.       | 2010.       |
| Белци             | 473 (96,3%) | 461 (96,6%) |
| Афроамериканци    | 17 (3,5%)   | 5 (1,0%)    |
| Азијати           | 0 (0,0%)    | 0 (0,0%)    |
| Хиспаноамериканци | 0 (0,0%)    | 9 (1,9%)    |
| Укупно            | 491         | 477         |